# Gare de Saint-Bonnet-de-Rochefort
Gare de Saint-Bonnet-de-Rochefort vasútállomás Franciaországban, Saint-Bonnet-de-Rochefort településen.

## Vasútvonalak
Az állomást az alábbi vasútvonalak érintik:
- Commentry-Gannat-vasútvonal

## Kapcsolódó állomások
A vasútállomáshoz az alábbi állomások vannak a legközelebb:
- Gare de Bellenaves
- Gare de Gannat